# Czerepaszyńce
Czerepaszyńce  (ukr. Черепашинці) – wieś na Ukrainie w rejonie kalinowskim, obwodu winnickiego.

## Pałac
- Pałac wybudowany na przełomie XVIII w. i XIX w. przez Chołoniewskich istniał do 1917 r.[3] Od frontu portyk z czterema kolumnami doryckimi podtrzymującymi  trójkątny fronton. W środkowej części pałac piętrowy w skrzydłach parterowy[4].

…w Czerepaszyńcach, pięknym majątku z nadzwyczaj wytworną siedzibą. Pałac czerepaszyniecki posiada cenną bibliotekę i galeryę obrazów, między którym jest sporo dzieł pierwszorzędnych mistrzów.